# Parapholas quadrizonata
Parapholas quadrizonata is een tweekleppigensoort uit de familie van de Pholadidae. De wetenschappelijke naam van de soort is voor het eerst geldig gepubliceerd in 1792 door Spengler.